# هری کاوتورن
هری کاوتورن (انگلیسی: Harry Cawthorne؛ زادهٔ ۷ مارس ۱۹۰۵) بازیکن فوتبال اهل بریتانیا است.
از باشگاه‌هایی که در آن بازی کرده‌است می‌توان به باشگاه فوتبال هادرزفیلد تاون و باشگاه فوتبال شفیلد یونایتد اشاره کرد.